# Ниси-Синдзюку-Готёмэ (станция)
Станция Ниси-Синдзюку-Готёмэ (яп. 西新宿五丁目駅 ниси синдзюку го тё:мэ эки) — железнодорожная станция на линии Оэдо расположенная в специальном районе Синдзюку, Токио. Станция обозначена номером E-29. На станции установлены автоматические платформенные ворота.

## Планировка станции
Одна платформа островного типа и два пути.
| 1 | ○ Линия Оэдо | Тотёмаэ, Роппонги, Даймон |
| 2 | ○ Линия Оэдо | Нэрима, Хикаригаока       |

## Близлежащие станции
| «          |            | Линия      |            | »             |
| Линия Оэдо | Линия Оэдо | Линия Оэдо | Линия Оэдо | Линия Оэдо    |
| ---------- | ---------- | ---------- | ---------- | ------------- |
| Тотёмаэ    |            | -          |            | Накано-Сакауэ |